# Tijdlijn van de ruimtevaart (2000-2009)
Hieronder een tijdlijn van gebeurtenissen in de ruimtevaart in de periode van 2000 tot en met 2009.

## 2000tot2009
| 14 februari  | 2000 | Voor het eerst in de geschiedenis cirkelt een ruimtesonde rond een planetoïde. Na een moeizame toenaderingsmanoeuvre vliegt de Amerikaanse ruimtesonde NEAR rond 433 Eros, die is genoemd naar de Griekse god van de liefde. De sonde is niet groter dan een auto. Het hemellichaam is 33 kilometer lang en 13 kilometer breed en heeft de vorm van een aardappel. |  |
| 24 mei       | 2000 | Lockheed Martin lanceert vanaf Cape Canaveral AFS Lanceercomplex 36B de eerste Atlas III-raket. Het is voor het eerst dat een Amerikaanse raket met een Russische raketmotor wordt gelanceerd |  |
| 31 oktober   | 2000 | Twee Russen en een Amerikaan vertrekken naar het internationale ruimtestation "ISS". De driekoppige bemanning wordt vanaf kosmodroom Bajkonoer met een Sojoezcapsule om 08.55 uur gelanceerd. Enkele minuten later bereikt de capsule zijn baan om de aarde. Zij gaan bouwen aan het station dat nog niet af is. Uiteindelijk zal de ISS zeven verdiepingen tellen, zou op aarde 418 ton wegen en een leefruimte hebben die te vergelijken is met die van een 747 Jumbojet-straalvliegtuig. Er werken 16 landen mee aan het ISS-project. |  |
| 3 december   | 2000 | Twee Amerikaanse ruimtevaarders slagen erin het grootste en krachtigste zonnepaneel ter wereld te installeren op het internationale ruimtestation ISS. De ruimtevaarders die het ruimteveer Endeavour een dag eerder zonder problemen hadden vastgekoppeld aan het ISS, moeten hiervoor 7 uur in de ruimte doorbrengen. |  |
| 12 februari  | 2001 | Ruimtevaartuig NEAR Shoemaker maakt een zachte landing op planetoïde 433, beter bekend als Eros. De sonde heeft bijna een jaar rond Eros gedraaid. De NEAR heeft een reis van 5 jaar en 3,2 miljard kilometer achter de rug. Eros bevindt zich nu op een afstand van 320 miljoen kilometer van de aarde. De sonde cirkelde sinds 14 februari vorig jaar om de planetoïde, die 33 kilometer lang en 13 kilometer breed is. Eros draait evenals de aarde om de zon en bevindt zich op het ogenblik iets voorbij onze zusterplaneet Mars.   |  |
| 23 maart     | 2001 | Het ruimtestation Mir wordt na 15 jaar in de ruimte gecontroleerd naar de Aardse atmosfeer teruggestuurd. De niet opgebrande stukken komen neer in de buurt van Nadi (Fiji), in het zuidelijk deel van de Stille Oceaan. |  |
| 28 april     | 2001 | Dennis Tito is de eerste ruimtetoerist. Hij betaalt 20 miljoen dollar voor een zesdaags verblijf in de ISS. |  |
| 16 mei       | 2001 | De reusachtige radiotelescoop van NASA's Deep Space Network (DSN) heeft onlangs een buitengewoon zwak signaaltje van Pioneer 10 ontvangen, die op het ogenblik bijna twee keer zo ver weg is als de dwergplaneet Pluto. De missie van de Pioneer 10-sonde werd sinds 31 maart 1997 als beëindigd beschouwd. |  |
| 15 juli      | 2001 | Twee ruimtevaarders van het ruimteveer Atlantis hebben een bijna zes ton wegende luchtsluis (kosten 164 miljoen dollar) aan het internationale ruimteveer ISS bevestigd. Dat gebeurde tijdens een ruimtewandeling van vijf uur en 59 minuten. |  |
| 21 oktober   | 2001 | Vanaf kosmodroom Bajkonoer in Kazachstan wordt een Sojoez ruimtecapsule gelanceerd met aan boord twee Russen en de Franse ruimtevaarster Claudie Haigneré, de tweede vlucht voor deze eerste Franse vrouw in de ruimte. Zij wordt de eerste Europese bezoekster van het ISS-ruimtestation. Na 10 dagen zullen ze weer terugkeren. |  |
| 21 augustus  | 2002 | Lockheed Martin lanceert vanaf Cape Canaveral lanceerplatform SLC-41 de eerste Atlas V-raket. Deze krachtige, en veelzijdige EELV-klasse raket zou in de eerste twee decennia van de eenentwintigste eeuw een van de belangrijkste werkpaarden voor NASA en de USAF zijn. |  |
| 30 oktober   | 2002 | Frank De Winne is de tweede Belgische ruimtevaarder. Een Russische Sojoezraket brengt hem in een nieuwe Sojoez-capsule naar het internationale ruimtestation ISS |  |
| 20 november  | 2002 | Boeing lanceert de eerste Delta IV-raket. Daarmee zijn beide EELV’s, commerciële raketten die de USAF voor zware en gevoelige lanceringen liet ontwikkelen in gebruik genomen. |  |
| 1 februari   | 2003 | Bij haar terugkeer in de atmosfeer wordt de Spaceshuttle Columbia uiteengereten, waarbij brokstukken neerkomen in Texas en Louisiana. Alle zeven ruimtevaarders komen om het leven. |  |
| 10 augustus  | 2003 | Ruimtevaarder Joeri Malentsjenko trouwt, terwijl hij in een baan rond de aarde vliegt in het International Space Station, met Yekaterina Dmitriyeva die zich op dat moment in Houston bevindt. |  |
| 25 augustus  | 2003 | NASA lanceert een Delta 2-raket met de Space Infrared Telescope Facility (SIRTF) aan boord. Deze ruimtetelescoop, die observaties doet in het infrarode spectrum, wordt later omgedoopt tot Spitzer Space Telescope. |  |
| 21 september | 2003 | De Galileo-ruimtesonde beëindigt zijn missie met een afdaling in de atmosfeer van de planeet Jupiter |  |
| 28 september | 2003 | Om 1:14:49 Midden-Europese tijd wordt vanaf de lanceerbasis Centre Spatial Guyanais bij Kourou (Frans-Guyana) de SMART-1 gelanceerd, de eerste Europese ruimtesonde die door de Europese Ruimtevaartorganisatie ESA naar de maan wordt gezonden. SMART-1 zal in december 2004 haar doel bereiken en zes tot 12 maanden in een baan om de maan metingen uitvoeren. |  |
| 15 oktober   | 2003 | China lanceert de Shenzhou 5 met aan boord Yang Liwei, de eerste "taikonaut" (Chinese ruimtevaarder). Hiermee werd China het derde land in de geschiedenis dat met eigen middelen een mens in de ruimte heeft gebracht. |  |
| 18 oktober   | 2003 | Vanaf kosmodroom Bajkonoer, Kazachstan wordt de Sojoez TMA-3 gelanceerd, met als bestemming het International Space Station. Dit vormt het begin van de Cervantes missie. |  |
| 25 december  | 2003 | De orbiter van de Europese Mars Express voert een succesvol manoeuvre uit en plaatst zich in een baan om Mars. Tegelijkertijd landt de Beagle 2, die zich enkele dagen eerder van de Mars Express heeft afgescheiden, op Mars, maar op Aarde wordt geen enkel signaal opgevangen. |  |
| 2 januari    | 2004 | Het onbemande ruimtevaartuig Stardust vliegt langs de komeet Wild 2, en vangt daarbij stofdeeltjes van de komeet op. Het opgevangen materiaal wordt voor nader onderzoek in 2006 terug bezorgd op Aarde. |  |
| 4 januari    | 2004 | De eerste van twee Amerikaanse Mars Exploration Rovers (robotwagentjes) voert een perfecte landing uit op Mars. NASA ontvangt een radiosignaal van de MER-A (Spirit), alsmede de eerste tientallen foto's. |  |
| 25 januari   | 2004 | De Mars Exploration Rover MER-B (Opportunity) arriveert bij Mars en landt op de planeet. De Opportunity is een Marswagentje, identiek aan de al gelande Spirit. |  |
| 2 maart      | 2004 | De Europese Ruimtevaartorganisatie ESA lanceert met een Ariane V-raket vanaf Kourou in Frans-Guyana een ruimtesonde genaamd Rosetta. Deze moet in mei 2014 arriveren bij de komeet 67P/Churyumov-Gerasimenko en zal om de komeet gaan cirkelen. Enkele maanden later zal een lander genaamd Philae zich van de ruimtesonde afscheiden en op de komeet landen. Het is het meest ambitieuze Europese ruimtevaartproject ooit. De exploratie-tocht naar de oorsprong van het zonnestelsel kost de ESA een miljard euro.                     |  |
| 19 april     | 2004 | Lancering van de Sojoez TMA-4 met aan boord de Nederlander André Kuipers, een Russische en een Amerikaanse ruimtevaarder. De vlucht gaat naar het internationaal ruimtestation ISS. Kuipers vlucht is in het kader van de DELTA-missie. |  |
| 21 juni      | 2004 | Het ruimtevaartuig SpaceShipOne is het eerste particuliere vaartuig dat een hoogte van 100 km bereikt, waarmee de eerste particuliere ruimtevlucht een feit is. De SpaceShipOne werd bestuurd door Michael Melvill en werd grotendeels gefinancierd door Paul Allen. Op 29 september en 4 oktober 2004 wordt nog twee maal een vlucht boven de 100 km uitgevoerd, waarmee de makers de Ansari X-prijs van 10 miljoen dollar winnen. |  |
| 1 juli       | 2004 | De ruimtesonde Cassini-Huygens arriveert bij de planeet Saturnus, en zal gedurende vier jaar de planeet, zijn ringen en zijn manen bestuderen. Op 25 december zal de Huygens-sonde zich loskoppelen en enige dagen later afdalen in de atmosfeer van de maan Titan. |  |
| 3 augustus   | 2004 | NASA lanceert het ruimtevaartuig MESSENGER met als doel Mercurius te bestuderen. |  |
| 8 september  | 2004 | Ruimtesonde Genesis keert terug naar de Aarde. Deze werpt een capsule af die afdaalt boven de Amerikaanse staat Utah en daar zou worden opgevangen met behulp van een helikopter. De capsule bevat deeltjes die verzameld zijn tijdens de vlucht van Genesis. Het gaat om deeltjes afkomstig van de zogenaamde zonnewind. Echter, de parachutes van de capsule falen en de capsule valt te pletter. Enkele monsters blijken nog wel bruikbaar.                                                                                           |  |
| 29 september | 2004 | Met de SpaceShipOne wordt een tweede vlucht van 25 minuten uitgevoerd. |  |
| 4 oktober    | 2004 | SpaceShipOne bereikt voor de derde keer op rij een hoogte van minimaal 100 km en minder dan 14 dagen na de vorige vlucht; een van de gestelde eisen om voor de X Prize in aanmerking te komen. |  |
| 14 oktober   | 2004 | Aan boord van de Sojoez TMA-5 vertrekt de tiende bemanning van het Internationaal ruimtestation ISS voor een verblijf van 191 dagen. |  |
| 19 november  | 2004 | SMART-1 volbrengt in 98 uur de eerste volledige omgang rond de Maan. |  |
| 25 december  | 2004 | Een onbemand Progress-ruimtevaartuig brengt hoofdzakelijk voedsel naar de vrijwel uitgehongerde bemanning van het Internationaal ruimtestation, waardoor afbraak van de expeditie wordt voorkomen. |  |
| 12 januari   | 2005 | NASA lanceert met een Delta 2-raket de ruimtesonde Deep Impact (ruimtesonde). Naar verwachting arriveert Deep Impact op 4 juli 2005 bij komeet Tempel 1. |  |
| 14 januari   | 2005 | De Europese ruimtesonde Huygens (genoemd naar een Nederlands astronoom) landt veilig op Titan, een maan van Saturnus. Tijdens de afdaling voert de sonde metingen uit en neemt ze vele foto's, waardoor we niet alleen meer te weten komen over de samenstelling van de atmosfeer en de satelliet, maar ook over het ontstaan van leven op aarde. Titan lijkt namelijk heel sterk op onze aarde zoals ze vroeger was. |  |
| 4 juli       | 2005 | Ruimtesonde Deep Impact arriveert bij komeet Tempel 1 en schiet een projectiel af dat een krater in de komeet slaat. Foto's en metingen van het resultaat worden naar de Aarde gezonden. |  |
| 16 augustus  | 2005 | De Rus Sergej Krikalev brengt als bemanningslid van het Internationaal ruimtestation ISS een recordtijd van 748 dagen in de ruimte door. Daarmee breekt hij het zes jaar oude record van landgenoot Pjotr Avdejev (747 dagen en 14 uur). Bij terugkomst in oktober zal zijn totaal op bijna 800 dagen staan. |  |
| 18 augustus  | 2006 | NASA selecteert de ontwerpen van SpaceX en Rocketplane-Kistler als winnaars van het Commercial Orbital Transportation Services. Dit houdt in dat beide bedrijven flinke subsidies ontvangen om hun onbemande commerciële bevoorradingsruimtevaartuigen en draagraketten te ontwikkelen, bouwen en testen. SpaceX had de Dragon en Falcon 9 voorgesteld en Rocketplane-Kistler de K1 |  |
| 4 augustus   | 2007 | NASA lanceert de Phoenix-ruimtesonde vanaf Cape Canaveral. Phoenix bestaat uit een lander die in het noordelijke poolgebied van Mars onderzoek gaat doen. Op maandag 26 mei 2008 om 1u53 MEZT is deze op het oppervlak van de planeet Mars geland. |  |
| 18 oktober   | 2007 | Nadat gebleken was dat Rocketplane-Kistler niet aan hun verplichtingen konden voldoen beëindigd NASA het COTS-contract. Als gevolg wordt enkele dagen later een nieuwe aanbestedingsronde geopend. |  |
| 18 februari  | 2008 | Orbital Sciences Corporation wint NASA's tweede COTS-contract voor hun ontwerpen Cygnus en Taurus II (later hernoemd tot Antares). |  |
| 28 september | 2008 | Het lukt SpaceX als eerste bedrijf in de wereld met een met private middelen ontwikkelde draagraket een satelliet in een baan om de aarde af te zetten. Dit was de vierde poging een Falcon 1 te lanceren. De vracht was een massasimulator. Een mislukking had een onafwendbaar faillissement van zowel SpaceX als directeur Elon Musk betekend. |  |
| 10 februari  | 2009 | Voor het eerst in de geschiedenis vindt een botsing tussen twee satellieten op hoge snelheid plaats. Hierbij spatten Iridium-33 en Kosmos-2251 uit elkaar in meer dan 1000 geregistreerde stukken ruimtepuin. |  |
| 27 mei       | 2009 | De Belg Frank De Winne gaat voor de tweede keer de ruimte in, opnieuw naar het ISS. Deze keer voor een periode van 6 maanden. Tijdens de laatste 2 maanden van de missie was Frank De Winne de eerste gezagvoerder die geen Rus en geen Amerikaan was. |  |